# Агладзе Рафаель Ілліч
Рафаель Ілліч Агладзе (29 грудня 1911, місто Тифліс, тепер Тбілісі, Грузія — 17 квітня 1989, місто Тбілісі, тепер Грузія) — грузинський радянський державний діяч, хімік-металург, директор Інституту металу і гірничої справи АН Грузинської РСР, доцент (1939), доктор технічних наук (1944), професор (1944), дійсний член Академії наук Грузинської РСР (з 1946 року). Депутат Верховної ради СРСР 2—3-го скликань.

## Життєпис
Син відомого грузинського публіциста та громадського діяча Іллі Агладзе. Закінчив школу в Тифлісі, в 1934 році — Грузинський індустріальний інститут.
З 1934 по 1935 рік працював інженером на Чорноріченському хімічному комбінаті Горьковського краю РРФСР.
У 1935—1938 роках — аспірант Московського хіміко-технологічного інституту імені Менделєєва. У 1937—1943 роках — викладач, доцент Московського хіміко-технологічного інституту імені Менделєєва. У 1938 році під керівництвом професора Павла Лук'янова захистив кандидатську дисертацію (першу на кафедрі ТЕП Московського хіміко-технологічного інституту імені Менделєєва). На основі цього дослідження вже восени 1941 року в місті Зестафоні (Грузинська РСР) почалося будівництво цеху з електрохімічного виробництва марганцю для потреб оборони СРСР. Член ВКП(б) з 1939 року.
У 1943—1985 роках — завідувач кафедри технології електрохімічних виробництв та професор Грузинського індустріального (політехнічного) інституту. Одночасно в 1945—1951 роках — ініціатор створення та перший директор Інституту металів та гірничої справи Академії наук Грузинської РСР. Одночасно в 1947—1951 роках — віцепрезидент Академії наук Грузинської РСР. Ініціатор і перший редактор (1949—1951) наукового журналу Академії наук Грузинської РСР «Наука і техніка».
З 1955 року — директор Інституту неорганічної (прикладної) хімії та електрохімії. У 1956—1960 роках — засновник і директор Інституту електрохімії Академії наук Грузинської РСР. Одночасно з 1955 по 1958 рік — академік-секретар відділення технічних наук Академії наук Грузинської РСР.
Помер 17 квітня 1989 року в Тбілісі. Похований в Дідубійському пантеоні письменників та громадських діячів Тбілісі.

## Вибрані праці
- Отримання металевого марганцю електролізом його солей, журнал «Металлург», 1939, № 9
- Технологія отримання металевого марганцю електролізом, «Известия АН СССР. Отделение технических наук», 1942, № 1—2
- Сплави марганцю з міддю, нікелем та цинком [Збірник праць], Тбілісі, 1954 (у співавторстві).

## Нагороди
- орден Леніна (.04.1945)
- орден Жовтневої Революції
- орден Трудового Червоного Прапора
- орден «Знак Пошани»
- медаль «За оборону Кавказу»
- золота медаль Виставки досягнень народного господарства СРСР (1962)
- медалі
- Сталінська премія (1943)
- Премія імені Мелікішвілі (1977)
- заслужений винахідник Грузинської РСР